# Evandro Oliveira
Evandro Gonçalves de Oliveira Junior (Rio de Janeiro, 17 luglio 1990) è un giocatore di beach volley brasiliano.

## Palmarès

### Mondiali
- 2 medaglie:
  - 1 oro (Vienna 2017)
  - 1 bronzo (L'Aia 2015)